# 강희맹
강희맹(姜希孟, 1424년 ~ 1483년)은 조선 초기 문신이다. 조선 좌찬성 직책을 지낸 그는 뛰어난 문장으로 유명하며 화가이기도 하였다. 본관은 진주. 자는 경순, 호는 사숙재(私淑齋)·국오(菊塢)·운송거사(雲松居士), 시호는 문량(文良)이다.

## 생애
돈녕부 지사 강석덕(姜碩德)의 차남이자 소헌왕후의 조카이며, 문종, 세조와 이종간이다.(강석덕은 세종의 아랫 동서)
세종 29년(1447년) 문과 친시에 을과1등으로 급제하였으며, 세조 때 예조판서, 형조판서를 지내고 예종 때 남이를 죽인 공으로 익대공신이 되었다. 성종 때에는 병조판서를 거쳐 이조판서, 우찬성, 좌찬성 등을 지냈다. 그는 서화와 문장이 뛰어났으며, 그가 죽은 뒤 서거정에 의하여 유고가 편찬되었다. 저서로 <사숙재집> <촌담해이> 등이 있다.연산군이 돌 일 때 폐비윤씨를 폐비시켜버리자라는 이야기가 돌아 궁궐이 흉흉했을 때 강희맹에 집에서 지냈다.
1424년 한성부에서 출생하였고 지난날 한때 경기도 시흥에서(현재 서울시 시흥4동에 강희맹의 집 터가 있다.) 잠시 유아기를 보낸 적이 있는 그는 1447년 별시 문과에 급제하여 벼슬에 올라 좌찬성에 이르렀다. 문장과 서화에 모두 뛰어나 도화서의 제조를 맡기도 하였다.

## 사후
《강희맹선생묘및신도비》는 경기도 시흥시 하상동에 있다. 부인 안씨와의 합장묘이며 봉분 앞에 묘비·상석·향로석이 있고 그 좌우에 독특한 모습의 문인석이 있다. 묘역 왼쪽 아래에는 성종 19년(1488)에 세운 신도비(神道碑:왕이나 고관 등의 평생 업적을 기리기 위해 무덤 근처 길가에 세우던 비)가 있는데, 서거정이 비문을 짓고 박증영이 글씨를 쓴 것이다. 1985년 9월 20일 경기도의 기념물 제87호로 지정되었다.

## 가족 관계
- 조부 : 강회백(姜淮伯)
  - 부친 : 강석덕(姜碩德, 1395 ~ 1459)
- 외조부 : 심온(靑川府院君 沈溫, 1375 ~ 1418) - 청천부원군
- 외조모 : 삼한국대부인 순흥 안씨(三韓國大夫人 順興 安氏, ? ~ 1444) - 안천보(安天保)의 딸 
  - 모친 : 청송 심씨(1397 ~ ?) 
    - 형 : 강희안(姜希顔, 1419 ~ 1464)

  - 장인 : 안숭효(安崇孝, ? ~ 1460)
  - 장모 : 한산 이씨 - 지돈녕(知敦寧) 이숙묘(李叔畒)의 차녀 
    - 정부인 : 순흥 안씨
      - 장남 : 강귀손(姜龜孫) - 우의정
      - 며느리 : 은진 송씨 - 송요년(宋遙年)의 딸 
        - 손자 : 강태수(姜台壽) - 계자 친부 강학손,  부사(府使) ,
        - 손녀 : 이돈(李墩, 1481 ~ ?)[3]에게 출가, 지산부령(砥山副令)

      - 차남 : 강학손(姜鶴孫, 1455 ~ 1523) - 한성부서윤, 무오사화 때 영광으로 유배
      - 며느리 : 고령 신씨 - 감사(監司) 신면(申㴐)의 딸 
        - 손자 : 강영수(姜永壽) - 충좌위 사과 
          - 증손녀 : 행주 기씨 기진(奇進)에게 출가 - 아들 기대승

        - 손자 : 강형수(姜享壽) - 별좌(別坐)
        - 손자 : 강태수(姜台壽) - 강귀손(姜龜孫)에게 출계, 부사(府使)
        - 손자 : 강기수(姜期壽)
        - 손자 : 강구수(姜耉壽) - 주부(主簿)
        - 손자 : 강흔수(姜欣壽) - 감역(監役)
        - 손자 : 강곤수(姜坤壽)
        - 손자 : 강종수(姜終壽)
        - 손녀 : 덕림정(德林正) 이자(李孜)에게 출가
        - 손녀 : 경주 김씨 호군(護軍) 김우정(金禹鼎)에게 출가

      - 장녀 : 창녕 성씨 - 지중추(知中樞) 성세명(成世明)에게 출가
      - 차녀 : 김성동(金成童)에게 출가[4]의 처
        - 외손자 : 김도(金淘) - 별좌(別坐)
        - 외손자 : 김여(金濾) - 충의위(忠義衛)
        - 외손자 : 김언(金漹, 1495 ~ ?) - 판결사(判決事)
        - 외손녀 : 연안 김씨 현감(縣監) 김석린(金碩麟)에게 출가
        - 외손녀 : 문화 류씨 류수천(柳壽千)에게 출가
        - 외손녀 : 경주 최씨 군수 최수준(崔秀俊)에게 출가
        - 외손녀 : 류여회(柳如晦)에게 출가
        - 외손녀 : 청주 한씨 충의위(忠義衛) 한계상(韓繼常)에게 출가

      - 3녀 : 고령 신씨 부사(府使) 신렴(申濂)에게 출가
        - 외손녀 : 동래 정씨 전한(典翰) 정응(鄭譍)에게 출가

      - 4녀 : 안동 권씨 감찰(監察) 권만형(權曼衡)에게 출가
        - 외손자 : 권현(權鉉) - 별좌(別坐)
        - 외손자 : 권상(權鏛)
        - 외손자 : 권용(權鎔) - 부사(府使)

    - 측실 : 이름 미상
      - 서자 : 강오손(姜鰲孫)
      - 서자 : 강종손(姜螽孫)

## 작품
작품집으로 스스로 엮은 《금양잡록》, 《촌담해이》그리고 사후에 서거정이 성종의 명을 받아 편찬한《사숙재집》이 전한다. 《동국여지승람》, 《국조오례의》 등의 편찬에도 참여하였다.
- 촌담해이: 촌담해이는 금양 지방의 민담과 관직생활 중 들었던 여러 설화를 모은 것이다. 신기하거나 이상한 이야기, 음담 패설 등을 수록하였다.[5]
- 사숙재집: 서거정이 강희맹 사후에 그의 글들을 모아 엮은 것으로 한시와 교육, 삶의 지혜 등에 대한 글들을 담고 있다.

강희맹은 《금양잡록》에서 "경기에서는 동풍이 불 때 가뭄이 심해 어떤 해에는 논 밭의 물이 모두 마른다."고 푄 현상을 기록하기도 하였다.

## 관련 드라마
- 《한명회》 (KBS2, 1994년~1994년 배우:이한승)
- 《왕과 비》 (KBS1, 1998년~2000년 배우:박용식)

## 같이 보기
- 강희안
- 정창손
- 김질
- 김성동
- 양녕대군
- 서거정
- 서산군
- 허목
- 김자점
- 김구